# Marie Horáčková
Marie Horáčková (Pilsen, 24 de diciembre de 1997) es una deportista checa que compite en tiro con arco, en la modalidad de arco recurvo.
Ganó una medalla de oro en el Campeonato Mundial de Tiro con Arco al Aire Libre de 2023, en la prueba individual.
Fue la abanderada de la República Checa en la ceremonia de apertura de los Juegos Olímpicos de París 2024 junto con el judoka Lukáš Krpálek.

## Palmarés internacional
| Campeonato Mundial al Aire Libre | Campeonato Mundial al Aire Libre | Campeonato Mundial al Aire Libre | Campeonato Mundial al Aire Libre |
| Año                              | Lugar                            | Medalla                          | Prueba                           |
| -------------------------------- | -------------------------------- | -------------------------------- | -------------------------------- |
| 2023                             | Berlín (Alemania)                | Medalla de oro                   | Individual                       |